# Coma (òptica)

Coma en una lent.

Dins l'entorn de l'òptica (especialment en telescopis), la  coma  ( comatic aberration  o aberració comatosa d'un sistema òptic) es refereix a l'aberració inherent a determinats sistemes òptics, deguda a alguns defectes de disseny o imperfeccions en les lents o altres components, i que resulta en fonts puntuals fora d'eix, com ara estrelles, que poden aparèixer distorsionades. Concretament, el coma es defineix com una variació en l'augment sobre la pupil·la d'entrada. En sistemes òptics refractius o difractius, especialment aquells que abasten un ampli interval espectral, el coma pot dependre de la longitud d'ona.
El coma és una propietat inherent dels telescopis que fan servir un mirall parabòlic. La llum d'una font puntual (com una estrella) al centre del camp s'enfoca perfectament en el punt focal del mirall (no com en els miralls esfèrics, on la llum de les parts externes del mirall enfoquen millor a prop del focus que les parts procedents del centre, fet conegut com aberració esfèrica). No obstant això, quan la font de llum no procedeix del centre del camp (fora d'eix), les diferents parts del mirall no reflecteixen la llum cap al mateix punt. Això dona com a resultat un punt de llum que no està centrat, apareixent en forma de falca. A més desplaçament del centre de l'eix, més notori és aquest efecte. Aquest fet provoca que algunes estrelles apareguin com comes ortogràfiques, d'aquí el nom. Alguns dissenys òptics que intenten minimitzar aquest efecte inclouen el disseny de Schmidt, el de Maksútov i el de Ritchey-Chretien.
El coma d'un únic conjunt de lents pot ser minimitzat, fins i tot eliminat, triant la curvatura adequada per al propòsit de l'instrument òptic. Les lents en què s'ha minimitzat tant el coma com l'aberració esfèrica (per a una determinada longitud d'ona) són anomenades lents  bestform  o aplanàtiques.